# Ted Williams (Fotograf)
Ted Williams (* 1925 in Texas; † 13. Oktober 2009) war ein amerikanischer Fotograf, der vor allem als Jazzfotograf in Erinnerung ist.

## Leben und Wirken
Williams hörte als Jugendlicher in Wichita (Kansas) Jazz im Radio. Im Grand Terrace Ballroom in Chicago wohnte er in den 1940er Jahren zahlreichen Konzerten bei und begann, diese zu dokumentieren. Nach dem Militärdienst studierte er am The Institute of Design in Chicago bei Aaron Siskind, Harry Callahan, Buckminster Fuller und Art Siegel.
Seit den späten 1940er Jahren dokumentierte er die Jazzszene. Seine Fotografien von Musikern schmückten die Titel von Schallplatten auf Labeln wie Vee-Jay und Mercury; sie erschienen in Zeitschriften wie Newsweek, Time, Ebony oder Playboy. 1958 veröffentlichte das Musikmagazin Down Beat eine 21-seitige Fotodokumentation von Williams über das Newport Jazz Festival; zahlreiche Titelbilder dieser Zeitschrift basierten auf Fotos von ihm. 1966 fotografierte er zudem Soldaten im Vietnam-Krieg, weiterhin Sportereignisse wie Baseball-Turniere oder die Olympischen Spiele 1968, zahlreiche Demonstrationen der amerikanischen Bürgerrechtsbewegung und andere politische Ereignisse. Die Zeit zwischen 1967 und 1973 verbrachte er hauptsächlich in Mexiko, wo er auch das Alltagsleben dokumentierte. Seine Arbeiten wurden 1968 als Teil der Kulturolympiade im Palacio de Bellas Artes in Mexiko-Stadt ausgestellt. Seit den 1970er Jahren lebte und arbeitete er in Los Angeles.
1996 zeigte Williams die Einzelausstellung Jazz: A Chicago Groove im South Shore Cultural Center in Chicago. Weiterhin wurden seine Arbeiten in der Ausstellung Images of Music: Classical Through Rock der SOHO Triad Fine Arts Gallery in New York City präsentiert. Fotografien von Williams wurden auch von Einrichtungen wie der Library of Congress erworben.

## Schriften
- Jazz: The Iconic Images of Ted Williams ACC Publishing, Suffolk 2016; ISBN 978-1851498277